# Qin (Changzhi)
Der Kreis Qin (沁县,  Qìn Xiàn) ist ein chinesischer Kreis der bezirksfreien Stadt Changzhi der Provinz Shanxi.
Die Fläche beträgt 1.321 Quadratkilometer und die Einwohnerzahl 138.578 (Stand: Zensus 2020). 1999 zählte Qin 171.245 Einwohner.

## Administrative Gliederung
Auf Gemeindeebene setzt sich der Kreis aus sechs Großgemeinden und sieben Gemeinden zusammen. 